# Port lotniczy Guilin-Liangjiang
Port lotniczy Guilin-Liangjiang (IATA: KWL, ICAO: ZGKL) – port lotniczy położony 28 km na południowy zachód od Guilin, w regionie autonomicznym Kuangsi, w Chińskiej Republice Ludowej.

## Linie lotnicze i połączenia
| Linia Lotnicza           | Kierunek |
| ------------------------ | --- |
| 9 Air                    | 1. Quanzhou 2. Xishuangbanna |
| Chang’an Airlines        | 1. Xi’an |
| Air China                | 1. Pekin 2. Pekin-Daxing 3. Chengdu-Tianfu 4. Szanghaj-Pudong 5. Tiencin |
| Air Guilin               | 1. Chengdu-Tianfu 2. Chongqing 3. Datong 4. Haikou 5. Hefei 6. Hohhot 7. Jinan 8. Jingzhou 9. Kunming 10. Lanzhou 11. Nankin 12. Qingdao 13. Sanya 14. Shenyang 15. Taiyuan 16. Tangshan 17. Xiamen 18. Xi’an 19. Xining 20. Xuzhou 21. Yangzhou 22. Zhangjiajie 23. Zhengzhou 24. Zhoushan |
| Air Travel               | 1. Wuxi |
| AirAsia                  | 1. Kuala Lumpur |
| Batik Air                | Czartery: 1. Dżakarta |
| Batik Air Malaysia       | 1. Kuala Lumpur Czartery: 1. Penang |
| Beijing Capital Airlines | 1. Haikou 2. Hangzhou 3. Linyi 4. Xi’an |
| China Eastern Airlines   | 1. Hefei 2. Nankin 3. Szanghaj-Pudong 4. Shenyang 5. Taiyuan 6. Xi’an 7. Yantai |
| China Express Airlines   | 1. Wuhu |
| China Southern Airlines  | 1. Pekin-Daxing 2. Zhengzhou |
| China United Airlines    | 1. Ordos 2. Wenzhou |
| Donghai Airlines         | 1. Nantong |
| Grand China Air          | 1. Pekin |
| GX Airlines              | 1. Huangshan |
| Hainan Airlines          | 1. Dalian 2. Haikou 3. Hefei 4. Nanchang 5. Taiyuan |
| Hebei Airlines           | 1. Pekin-Daxing 2. Shijiazhuang |
| Juneyao Airlines         | 1. Nankin 2. Szanghaj-Pudong 3. Shenyang 4. Wuxi |
| LJ Air                   | 1. Harbin 2. Taiyuan |
| Okay Airways             | 1. Nankin 2. Tiencin |
| OTT Airlines             | 1. Beihai 2. Hefei 3. Jieyang 4. Nanchang 5. Szanghaj-Pudong |
| Qingdao Airlines         | 1. Changchun 2. Haikou 3. Qingdao 4. Taiyuan |
| Shandong Airlines        | 1. Haikou 2. Hangzhou 3. Hefei 4. Jinan 5. Nankin 6. Qingdao 7. Xiamen 8. Yantai |
| Shanghai Airlines        | 1. Changchun 2. Huai’an 3. Szanghaj-Hongqiao 4. Szanghaj-Pudong 5. Zhengzhou |
| Sichuan Airlines         | 1. Chengdu-Tianfu 2. Harbin 3. Sanya 4. Taiyuan 5. Yinchuan |
| Spring Airlines          | 1. Lanzhou 2. Ningbo 3. Szanghaj-Pudong 4. Shijiazhuang 5. Shenyang 6. Yangzhou |
| Suparna Airlines         | 1. Szanghaj-Pudong |
| Thai VietJet Air         | 1. Bangkok-Suvarnabhumi |
| Tianjin Airlines         | 1. Xi’an |
| West Air                 | 1. Hefei |
| Xiamen Air               | 1. Fuzhou 2. Hangzhou 3. Lijiang 4. Luzhou 5. Xiamen |